# Mario Moisés Álvarez
Mario Moises Álvarez es un investigador mexicano, nacido en Ciudad Juárez, Chihuahua. 

## Vida y estudios
Su madre se desempeñó como profesora y fue ella quien insistió en que Mario estudiase en el Tec de Monterrey, en el cual se inscribió, comenzando la preparatoria en el campus Ciudad Juárez. Posterior a esto, estudió ingeniería bioquímica en el campus Guaymas, seguido de una maestría en campus Monterrey. Continuó su educación con una maestría y un doctorado en ingeniería química y bioquímica en la Universidad Rutgers, y después de esto realizó su trabajo posdoctoral en Bristol-Myers Squibb en Estados Unidos bajo la supervisión del Dr. San Kiang.
Desde ese entonces, Álvarez, se ha dedicado principalmente a la investigación, siendo director del Centro de Biotecnología FEMSA desde 2002 hasta 2010, centro del cual también fue fundador. En este centro de investigación se desarrollan productos y procesos alimenticios y farmacéuticos utilizando estrategias de ingeniería genética, ingeniería de bioprocesos y conceptos químicos más tradicionales. Los proyectos más recientes en el CBF incluyen el desarrollo de tratamientos para cáncer, diabetes y colesterol alto a partir de plantas comunes en México, como lo es el frijol negro, la semilla del ébano y cepas de maíz. Actualmente el centro con un personal de alrededor de 100 científicos e investigadores, en su mayoría provenientes de América Latina, así como también estudiantes de Argentina, Colombia, Costa Rica, Estados Unidos, y Venezuela.

## Carrera profesional
Fue profesor visitante en el Programa Harvard-MIT de Ciencias de la Salud y Tecnología, en el Hospital Brighman and Women's en Boston, Massachusetts (2014-2017). También ha colaborado como profesor visitante en los Laboratorios de Tecnología en Microsistemas en el MIT entre los años 2015 y 2016. Realizó investigación en el Centro de Investigación de Innovación en Biomateriales (BIRC por sus siglas en inglés, Biomaterials Innovation Research Center) en las áreas de Ingeniería de Tejidos, Biomateriales, y Microfluidos (2014.2017).  
Moises Álvarez es profesor de tiempo completo en el Instituto Tecnológico y de Estudios Superiores de Monterrey, en la Escuela de Ingeniería y Ciencias, especializándose en ingeniería biomédica y biofarmacéutica. Su trabajo ha sido reconocido al obtener la posición de investigador nivel III del Sistema Nacional de Investigadores, una membresía permanente en la Academia Mexicana de Ciencias, dos registros de patentes en los Estados Unidos, y trece registros de patentes en México. En 2016 le fue otorgado el Premio a la Investigación e Innovación Rómulo Garza Insignia por parte del Tecnológico de Monterrey. 
En el 2007, Mario Álvarez, inició la cátedra de Investigación en Biofármacos e Ingeniería Farmacéutica; entre sus actividades más notorias se encuentra el desarrollo de una vacuna contra el virus AH1N1 durante la pandemia de gripe AH1N1 de 2009.
La investigación de Mario Alvarez se ha centrado en las áreas disciplinares de la Biotecnología y la Ingeniería Biomédica. En particular, Alvarez es considerado un experto en el diseños de biorreactores, la modelación matemética de sistemas biológicos, la ingeniería de tejidos, la bioimpresión y la impresión 3D para aplicaciones biológicas. Alvarez ha publicando más de 120 artículos en revistas científicas indizadas, así como también presentándose en más de un centenar foros y conferencias internacionales.